# Glitch
En glitch (dansk kortvarig fejltilstand) er en software- eller hardwarerelateret fejl, som hovedsageligt er forbundet med computere - og digitale kredsløb.

## Computer glitch
Oftest skyldes glitches bugs i kildekoden, og medfører synlige visuelle fejl i computeren, f.eks. i computerspil, hvor en spiller utilsigtet kan gå igennem mure, eller falde igennem overflader, der ellers var tiltænkt at skulle være faste.
En glitch må ikke forvekles med et easter egg, som er en tilsigtet software virkning.
| It | Spire Denne it-artikel er en spire som bør udbygges. Du er velkommen til at hjælpe Wikipedia ved at udvide den. |